# Cylichnoidea
Cylichnoidea H. Adams & A. Adams, 1854 è una superfamiglia di molluschi gasteropodi marini appartenente all'ordine Cephalaspidea.

## Tassonomia
Comprende le seguenti famiglie:
- Colinatydidae Oskars, Bouchet & Malaquias, 2015
- Cylichnidae H. Adams & A. Adams, 1854
- Diaphanidae Odhner, 1914 (1857)
- Eoscaphandridae Chaban & Kijashko, 2016
- Mnestiidae Oskars, Bouchet & Malaquias, 2015